# クラウス・フォン・シュタウフェンベルク
クラウス・フィリップ・マリア・シェンク・フォン・シュタウフェンベルク伯爵（Claus Philipp Maria Schenk Graf von Stauffenberg, 1907年11月15日 - 1944年7月21日）は、ドイツの軍人、貴族。軍における最終階級は参謀大佐（Oberst i.G.）。貴族の爵位は伯爵（Graf）。ドイツ陸軍国内予備軍参謀長を務めていた際の1944年7月20日に、東プロイセンの総統大本営「狼の巣」において総統アドルフ・ヒトラーを時限爆弾によって暗殺する計画を実行したが、ヒトラーは軽傷を負うに留まった。「ヴァルキューレ作戦」発動によるクーデタ計画にも失敗し、7月21日に上官の国内予備軍司令官フリードリヒ・フロム上級大将の命令により逮捕され、銃殺刑に処せられた。現在のドイツ連邦共和国においては、英雄として顕彰されている。

## 生涯

### 名門貴族の家柄

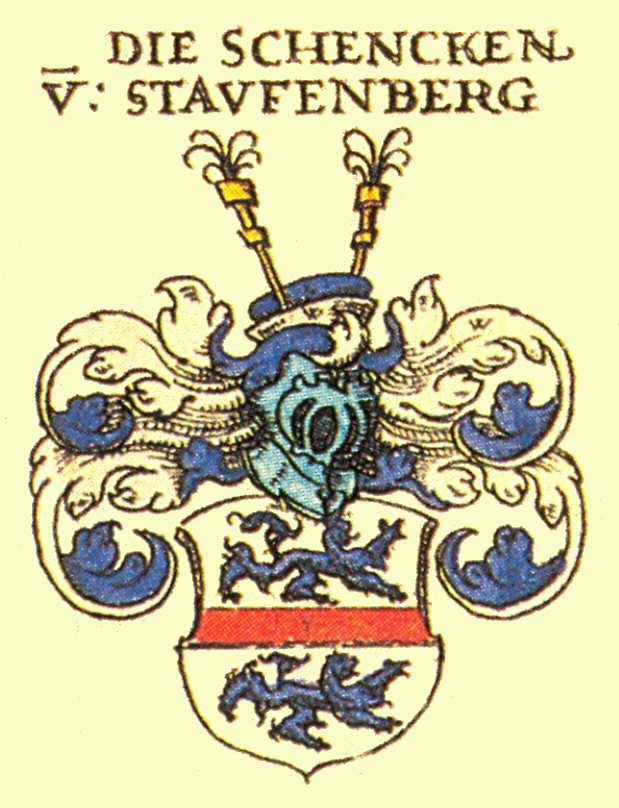
シェンク・フォン・シュタウフェンベルク家の紋章

シュタウフェンベルク家の歴史は13世紀のシュヴァーベンに遡る。同地を統治していたツォレルン伯爵家に仕えていた貴族が「給仕」（Schenk シェンク）に任じられたのを機に「シェンク」を代々の家族名にしたことに始まる。この貴族は苗字を様々に名乗ったが、その一つに「シュタウフェンベルク」があった。これはシュヴァーベンの山の名前から取ったものであった。15世紀末に「シェンク・フォン・シュタウフェンベルク」が永続的な家名となった。シュタウフェンベルク家をシュタウフェン朝と結び付ける伝承もある。
シュタウフェンベルク家の栄進は、1698年に神聖ローマ皇帝レオポルト1世により男爵（Freiherr）の世襲爵位を授与されたのにはじまる。その後シュタウフェンベルク男爵家は四流に分かれた。しかしうち二流は18世紀中に断絶し、ヴィルフリンゲンを所領とするシュタウフェンベルク男爵家とアーメルディンゲンを所領とするシュタウフェンベルク男爵家の二流のみが残った。1791年にはヴィルフリンゲンを所領とするシュタウフェンベルク男爵家が神聖ローマ皇帝レオポルト2世から帝国伯爵（Reichsgraf）に叙されたが、この帝国伯爵家は1833年に絶えている。結局アーメルディンゲンを所領とするシュタウフェンベルク男爵家のみが残った。同男爵家はアーメルディンゲンに加えて、17世紀と18世紀にグライフェンシュタイン、イェッティンゲン、ラウトリンゲンなどを所領としていった。
クラウスの曾祖父にあたるアーメルディンゲン・シュタウフェンベルク家のフランツ・ルートヴィヒ・フォン・シュタウフェンベルクは、1874年にバイエルン王ルートヴィヒ2世から伯爵（Graf）の世襲爵位を授与された。以降フランツ・ルートヴィヒの子孫のシュタウフェンベルク家は伯爵家となった。
フランツ・ルートヴィヒの長男はクレメンスである。そしてクレメンスの次男にあたるのが、クラウスの父であるアルフレート・フォン・シュタウフェンベルク伯爵であった。アルフレートはシュタウフェンベルク家の所領のうち、ヴュルテンベルク王国領に属するラウトリンゲンを所領としていた。なおシュタウフェンベルク家は代々カトリックである。

### 生い立ち

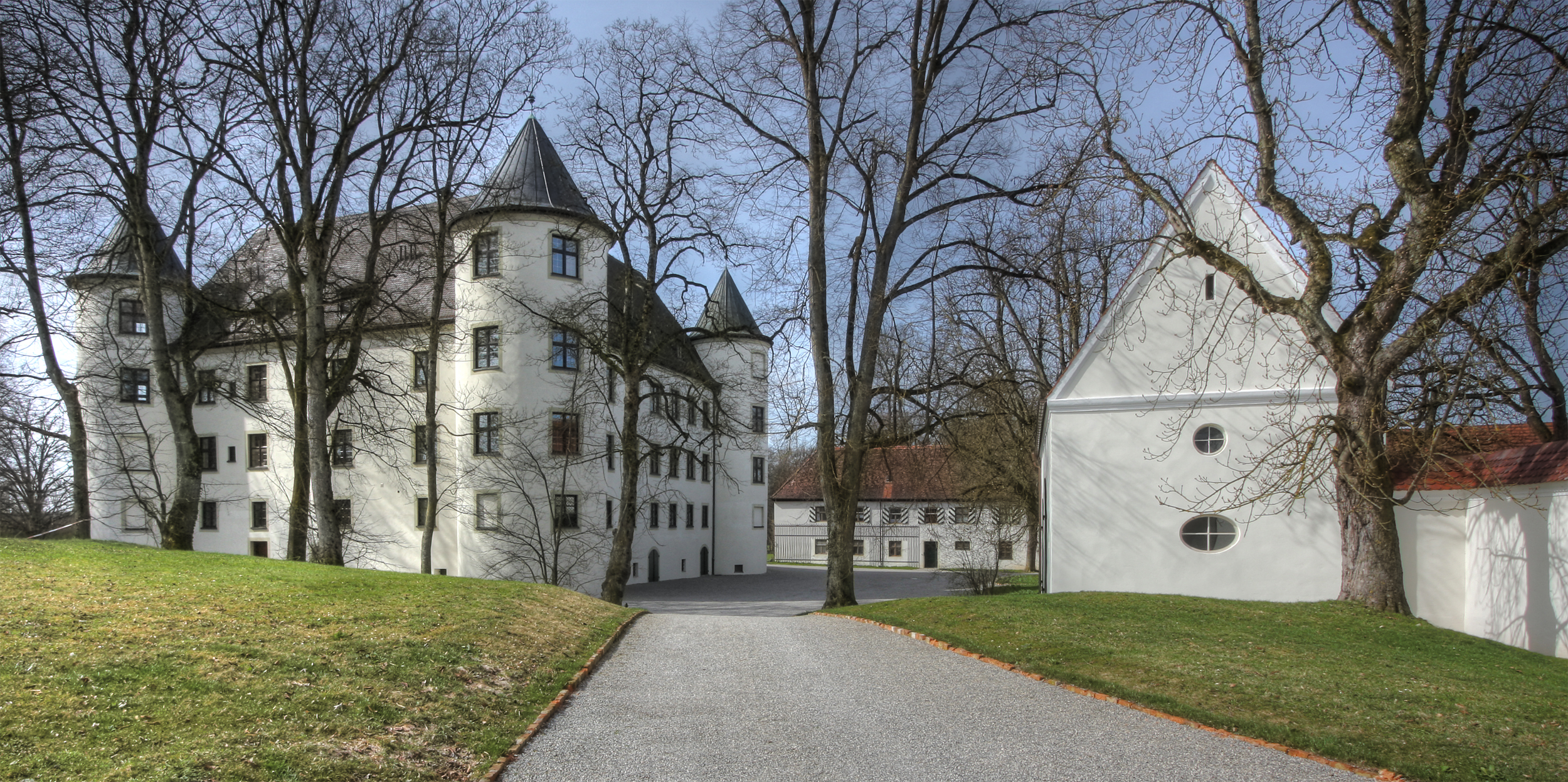
クラウス・フォン・シュタウフェンベルクが生まれたイェティンゲン城（Schloss Jettingen）。

クラウス・シェンク・フォン・シュタウフェンベルク伯爵は、1907年11月15日、ドイツ帝国領邦バイエルン王国領のイェティンゲンにあるイェッティンゲン城において生まれた。イェティンゲンはシェンク・フォン・シュタウフェンベルク家の一族の所領であり、彼の母は出産の際にたまたまここに滞在していた。
クラウスの父アルフレート・シェンク・フォン・シュタウフェンベルク伯爵は、ドイツ帝国領邦ヴュルテンベルク王国ラウトリンゲンの領主であり、ヴュルテンベルク軍で少佐まで昇進した人物であった。また1908年からは同国国王ヴィルヘルム2世のシュトゥットガルトの宮殿で侍従長として仕え、王家の家政を取り仕切った。この際にシュトゥットガルトの旧宮殿を公邸として与えられ、以降シュタウフェンベルク一家はそこを中心に暮らした。
クラウスの母カロリーネは、オーストリア＝ハンガリー帝国陸軍中佐アルフレート・リヒャルト・アウグスト・フォン・ユクスキュル＝ギレンバント伯爵の娘であり、1904年5月30日にアルフレートと結婚した。カロリーネの母ヴァレリエの祖父はプロイセン参謀本部の創設者の一人であるプロイセン元帥アウグスト・フォン・グナイゼナウ伯爵であった。
クラウスは双子二組の四人兄弟であり、三男であった。兄に1905年3月15日生まれのベルトルトとアレクサンダーの双子があり、またクラウスと同じ1907年11月15日に双子の弟コンラートが生まれている。ただしこのコンラートは生後一日にして死亡した。クラウスと兄たちとの関係は幼い頃から終生緊密であった。

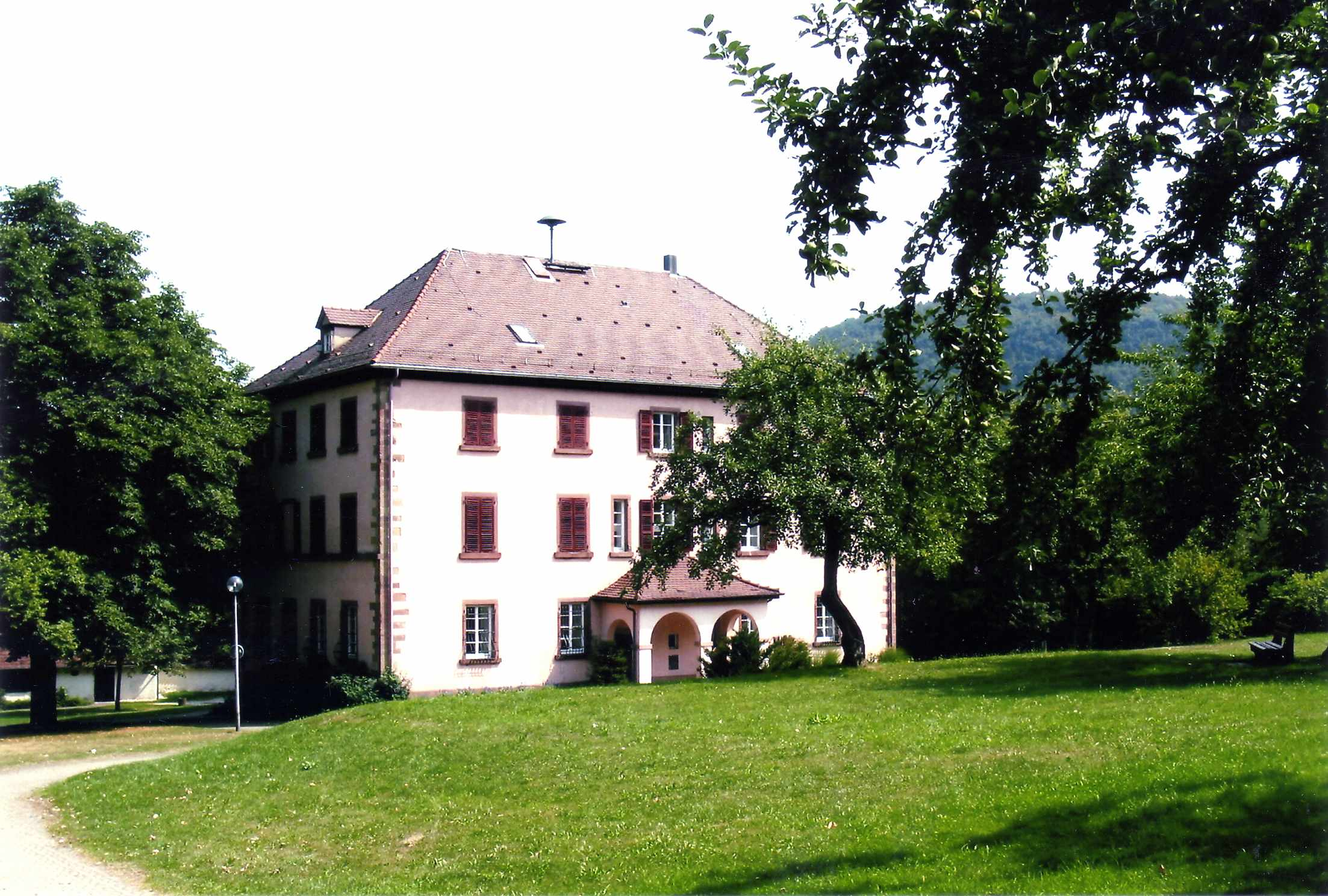
シュタウフェンベルク一家が暮らしていたラウトリンゲン城（Schloss Lautlingen）。

クラウスが子供の頃に親しんだ場所は父の公邸があった王都シュトゥットガルト、ラウトリンゲンの自宅（ラウトリンゲン城）、またイェティンゲンやアーメルディンゲンやグライフェンシュタインといった親類の家々などである。庭園巡り、ヴュルテンベルク王家との交流、茶会、サロンなどはシュタウフェンベルク家のお決まりの行事だった。
1916年にシュトゥットガルト一の名門ギムナジウムであるエーベルハルト＝ルートヴィヒ・ギムナジウムに入学した。シュタウフェンベルクの成績は上位だったが、1918年1月、第一次世界大戦の戦況の悪化で石炭不足のために学校が閉鎖された。
大戦末期の1918年11月、ヴュルテンベルク王国でも革命が勃発し、シュタウフェンベルク家が仕えたヴュルテンベルク王家が崩壊した。父アルフレートは宮宰コンスタンティン・フォン・ノイラート男爵（後のヒトラー内閣外相）とともに最後まで国王に仕えた。アルフレートはシュトゥットガルトを離れた王と王妃を隠遁先のベーベンハウゼンのシトー会修道院までお供している。また国王の私有地と恩給についてヴュルテンベルクの新政府と交渉にあたったのもアルフレートだった。王家の宮殿や所領の大部分はヴュルテンベルク政府に接収されたが、一部の土地は民法の適用を受ける私有地として国王のもとに戻すことに成功した。貴族の所領も民法の適用を受ける私有地としてほぼ存続させた。ヴィルヘルム2世の皇太子アルベルト公爵は、アルフレートを「王の最も忠実な臣下の一人で、あの悲しい日々にあっても冷静さを失わなかった唯一の人物」と評した。クラウス・フォン・シュタウフェンベルクはこの年の11月15日の誕生日を最も悲しい誕生日と評し、祝いを拒絶した。クラウスは王がなにも抵抗せずに去った事に一番落胆したという。
戦後、兄二人とともにシュトゥットガルトの学校へ戻った。しかしクラウスは病弱であったため、学校を休んで家庭教師に教わる事が多かった。1923年頃にはシュタウフェンベルク家の三人の子供たちはロマン主義・神秘主義・貴族主義的な哲学者・詩人シュテファン・ゲオルゲの弟子となり、彼から深い影響を受けるようになった。
クラウスは芸術を愛し、はじめ音楽家を目指した。しかしやがて音楽の才能はないと悟り、その後、建築家を志した。1923年1月24日に学校で書いた作文には建築家への夢が書かれている。1926年にアビトゥーアに合格する。

### ヴァイマル共和国軍時代

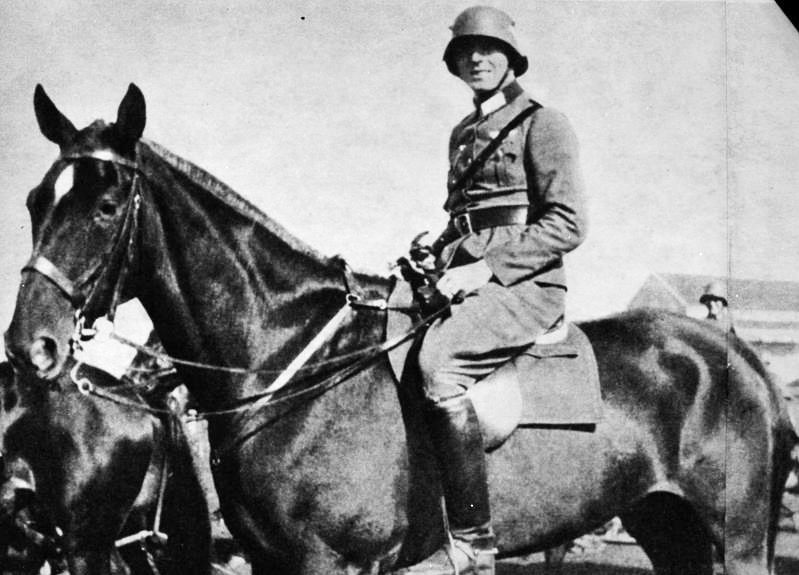
1926年、第17騎兵連隊に入隊した際のクラウス・フォン・シュタウフェンベルク

音楽家や建築家を目指した時期もあったクラウス・フォン・シュタウフェンベルクだったが、最終的には軍人の道を志し、1926年4月1日にバイエルン州バンベルクに駐留するヴァイマル共和国軍第17騎兵連隊に入営した。シュトゥットガルトに駐留する第18騎兵連隊ではなく、バンベルクの第17騎兵連隊に志願したのは、この連隊がヴェルサイユ条約後に縮小された既存の連隊を合併させて作られた騎兵連隊であり、その中には伯父ベルトルトが大佐を務めていた旧バイエルン重騎兵連隊も含まれており、その縁故を期待したためと思われる。しかし一族からは「高位の貴族が共和主義の軍隊に仕えるとは何事」と不評であったという。
1927年8月18日には伍長級士官候補生となった。1927年10月から1928年8月までドレスデンの歩兵学校に在学して士官候補生としての訓練を受けた。さらに1928年10月から1929年8月にかけてはハノーファー騎兵学校に入学した。将校任官試験に騎兵の首席で合格し、1930年1月1日に少尉に任官した。

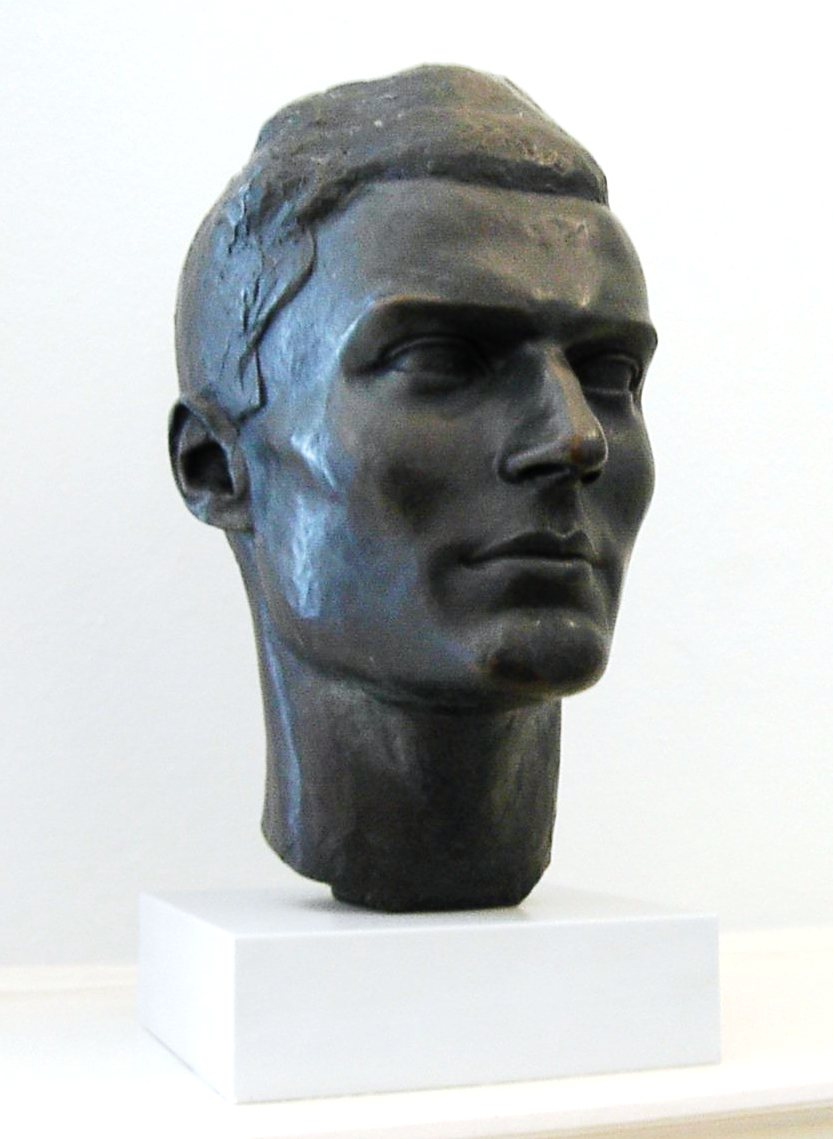
1930年に作成されたクラウス・フォン・シュタウフェンベルクの頭像

1930年11月15日にニナ・フォン・レルヒェンフェルト男爵令嬢と婚約。彼女の父グスタフ・フォン・レルヒェンフェルト男爵はかつてバイエルン王室の侍従長だった人物でシュタウフェンベルクが所属する第17騎兵連隊の将校をよくもてなしていた。その縁で二人は知り合うことになった。1933年9月にバンベルクで挙式した。
1930年11月から1931年2月にかけてはポツダムで迫撃砲の研修を受け、バンベルクに戻った後に第17騎兵連隊の迫撃砲部隊の指揮官となった。
シュタウフェンベルクは気さくで率直で魅力のある人物だったので、会話において主導権を握る事が多かったという。ある同僚の将校は「かなり大勢人が集まっているときでさえ、彼の姿を見過ごすことはあり得なかった。そのつもりがなくても、彼はいつも人の輪の中心だった。彼からは人を惹きつけ、納得させ、信頼感を与える力が発していた」と証言している。また彼の上官の騎兵大隊長は1930年に彼について「軍事的能力がある事、知的に優れている事を自覚しており、ときに人を食ったような皮肉っぽい態度を取る事がある。しかしそれで相手が感情を害する事はない」と書き留めている。上官からも仲間たちからも厚い信頼を寄せられていたフォン・シュタウフェンベルクは、何年にもわたって連隊の将校クラブの商務も担当していた。また連隊の名誉法廷構成員にも選出されている。
ヴァイマル共和政の時代、ドイツは政治的に混乱した時期が続いたが、シュタウフェンベルクは極端な政治心情はあまり口にしなかったという。しかし他の多くの将校たちと同様に彼も保守的な愛国者であり、ヴェルサイユ条約破棄と強大なドイツ陸軍の再建を願っていた。もっとも彼はどんな政府であれ、軍人は国を守らなければならないという自負心を強く持っており、ヴァイマル共和政にも忠実であった。ヴァイマル共和国の黒・赤・金の旗を嘲る同僚があれば反論を行っていた。この点は他の多くの将校たちと異なった点だった。

### ナチスに対する態度
1933年1月30日に国家社会主義ドイツ労働者党（ナチ党）の党首アドルフ・ヒトラーが大統領パウル・フォン・ヒンデンブルクより首相に任命され、ドイツの政権を掌握した。
ヒトラーの軍事に関するイデオロギーは、ヴェルサイユ条約の打破と軍拡を目指すものであったので、シュタウフェンベルクとしても賛同するところが多かった。師であるシュテファン・ゲオルゲもナチ党に一定の評価をしていた（ただしゲオルゲはヒトラー内閣科学芸術国民教育相ベルンハルト・ルストからの政府役職への就任の要請は拒否している）。第17騎兵連隊の演習場でヒトラーの首相就任を知った時、彼は「あいつめ、ついにやったか!」と叫び、熱狂的に喜んだという。さらにその日の晩には将校クラブの席上で「新しい党」についての熱弁を振るったといわれる。
一方でナチ党の反ユダヤ主義に関するイデオロギーについては全く同調しなかった。所属する騎兵連隊を代表してナチ党の集会に出席した際、ナチ党フランケン大管区指導者ユリウス・シュトライヒャーが臆面もなくユダヤ人への誹謗を行うと、彼は敢然と席を立って退出している。
1934年6月末から7月初めの「長いナイフの夜」事件については「透明性を図るための自浄作用」として肯定的に評価している。しかしハーケンクロイツが軍の国章として引き継がれたことやヒンデンブルク死去後に軍がヒトラーに忠誠宣誓をさせられたことには否定的だった。1938年2月の国防相ヴェルナー・フォン・ブロンベルク元帥と陸軍総司令官ヴェルナー・フォン・フリッチュ上級大将の解任（ブロンベルク罷免事件）については激しく反発し、不満を何度も口にしている。
彼が反ナチ派になった決定的な出来事は、1938年11月9日にナチ党が起こした反ユダヤ主義暴動「水晶の夜」だった。この惨事を見たシュタウフェンベルクは「大きな恥辱がドイツにもたらされた」と感じた。彼の副官によると彼のナチ党や党幹部個人への批判はこの事件をきっかけにして激しくなったという。
庶民出身者の多いナチスの野蛮な行為はシュタウフェンベルクの貴族・ブルジョワ・カトリックとしての道徳心や正義感に反した。彼はユダヤ人政策と宗教弾圧に反感を抱くこととなる。

### ナチス政権下のドイツ軍時代
ナチ政権下においても軍では順調に昇進を果たした。1933年5月1日に中尉に昇進。1934年10月から1936年10月にかけてはハノーファー騎兵学校で訓練将校の助手を務めた。1936年6月には軍大学へ進むための軍管区試験に合格した。また英語の通訳試験で優秀な成績をとっていたため、1936年9月にはイギリスを訪問した。1936年10月から1938年7月にかけてベルリンのモアビット区にある陸軍大学校に入学した。クラス首席の成績で卒業している。軍事大学在学中の1937年1月1日に騎兵大尉に昇進する。
1938年8月1日にはエーリヒ・ヘプナーの指揮するヴッパータール駐留の第1軽師団（後に第6装甲師団に改組される）に補給係将校として配属される。ミュンヘン協定に基づき、1938年10月1日にドイツ軍がチェコスロバキアのズデーテン地方へ無血進駐を開始。シュタウフェンベルクの所属する第1軽師団も10月4日にズデーテンに入り、チェコスロバキア軍の動員を解除されたズデーテン兵士や避難民を誘導する任務にあたった。二週間で任務は終わり、師団はヴッパータールへ帰還した。シュタウフェンベルクはヴッパータールを「想像を絶するほどプロレタリア的」と評し、この町で暮らすのを嫌がっていたが、1938年12月になって妻と子供たちを同地へ呼び、居を構えることになった。以降1943年7月までここを居とした。

### 第二次世界大戦
1939年9月1日から始まったポーランド侵攻に参加した。フシュタウフェンベルクの所属する第1軽師団は9日間で200キロ以上進撃し、ヴィスワ川に一番乗りして数千人を捕虜にした。10月12日に師団は平時の基地へ帰還し、第6装甲師団に再編成された。シュタウフェンベルクは困難な状況の中でも補給を確保した事や数千のポーランド人捕虜に対しても模範的なまでに給養を出した事に対して何度も表彰された。11月1日付けで参謀大尉（Hauptmann i.G）となり、正式に参謀本部に転任し、あらためて第6装甲師団の補給係将校となる。
1940年5月10日から開始された対仏戦にも参加。彼の所属する第6装甲師団は5月12日にベルギーの国境を越えた後、9日間で270キロ以上の進撃をしたが、その中でも彼は補給をしっかりと確保した。5月31日に一級鉄十字章を授与されるとともに陸軍総司令部（OKH）の参謀本部編成課2グループ（平時組織と命令系統）長に任じられた。
シュタウフェンベルクは、対仏戦についてイギリス軍にダンケルクの撤退を許してしまったことについてヒトラーへの批判を口にしているが、戦争は全体的には成功したため、ヒトラーを評価するようになった。特にヒトラーの側近くの参謀本部に行ってからは彼を称える事が多くなった。「ヒトラーには軍事的な勘がある。彼はすべてを大きな関連性でとらえ、ドイツの将来のために努力しているのだろう。彼の近くにいると創造的思考を刺激される。彼に協力して勝利させよう」などと述べている。
1941年1月1日には参謀少佐（Major i.G.）に昇進した。6月に独ソ戦が開始されると頻繁に前線の軍の補給状態の視察を行った。同年冬、ドイツ軍は厳寒でほとんど進軍できず、その間ソ連が態勢を立て直してしまった。シュタウフェンベルクは1942年春にはドイツが単独でソ連軍を撃破するのはもはや不可能であり、ソ連住民の協力が必要だと確信するようになった。独裁者ヨシフ・スターリンの暴政に虐げられるソ連支配下の住民の多くはドイツ軍を解放軍として歓迎していた。そのため占領地域の住民の感情を損なうような行動を彼はよしとしなかった。4月に彼は他の参謀本部の将校との会話の中でソ連捕虜や占領地域一般市民に対する残忍な行為、アインザッツグルッペンによるユダヤ人殺戮などに怒りを述べている。また編成課2グループ長として占領地域からの志願兵をスラブ人への差別意識の強い親衛隊（SS）ではなく、国防軍の管理下に置くよう努力した。
戦況が泥沼化した1942年夏以降には「総統の排除」を本格的に口にするようになった。またヒトラーの「犯罪性」を告発する発言も再び増えた。8月には編成課の別の将校に「奴らはユダヤ人を集団で撃ち殺しているんだ。こんな罪が許され続けてはならない」と口にした。9月26日の編成課の会議の席上では彼は突然に立ちあがって「責任はヒトラーにある。奴が排除されなければ抜本的改革は無理だ。私にはその用意がある」と叫んだ。
前線視察の際にB軍集団参謀長ゲオルク・フォン・ゾーデンシュテルン大将やドン軍集団司令官エーリッヒ・フォン・マンシュタイン元帥に対してヒトラー抵抗運動の指導者になってもらえないかと要請しているが、断られている。
陸軍はもともと反ヒトラーの機運が強く、彼のこのような発言も聞き流されていたが、ゲシュタポの耳に入れば危険だった。次第に彼は参謀本部内でも身に危険を感じるようになり、1942年秋頃から参謀本部を離れたがるようになった。しかし同年中は許可が下りなかった。
1943年1月1日に参謀中佐（Oberstleutnant i.G.）に昇進した。2月3日、ベルリンで短期休暇を過ごしていた際に北アフリカ戦線のチュニジアの第10装甲師団に主席参謀将校（Ia）として配属する旨の人事異動が通達された。同師団は1942年11月にアルジェリアとモロッコに上陸した米英軍と戦っていた。念願の前線勤務となったが、2ヶ月後の4月7日には乗っていた車がイギリス軍機に機銃掃射されて重傷を負ってしまった。スファックス近くの野戦病院へ移送され、ここで右手の手首から上、また左手の薬指と小指を切断した。また左目も摘出せねばならなかった。この後、シュタウフェンベルクは船でリヴォルノへ移送され、そこから病院列車でミュンヘンの陸軍病院へ送られた。そこで3ヶ月間の入院生活を送った。

### ヒトラー暗殺計画に参加
シュタウフェンベルクはこれ以上戦況が悪化する前に一日も早くヒトラーを暗殺してクーデタを起こし、米英と講和してソ連から守ってもらうしかドイツが助かる道はないと悟った。入院中、見舞いに訪れた母方の叔父ニコラウス・フォン・ユクスキュル＝ギレンバント伯爵を通じて現在進行中のヒトラー暗殺計画（ルートヴィヒ・ベック退役上級大将を中心とした「黒いオーケストラ」と呼ばれた抵抗グループ）に加わる事を決意した。抵抗グループの中心人物の一人である国内予備軍一般軍務局局長フリードリヒ・オルブリヒト大将は、一般軍務局参謀長にシュタウフェンベルク中佐を据えるよう陸軍人事局に手をまわした。シュタウフェンベルクは、7月3日にミュンヘンの病院を退院した。ヴッパータールの家族を呼びもどしてラウトリンゲン城へ戻った。
1943年9月初めにはベルリンへ赴き、抵抗グループのメンバーであるヘニング・フォン・トレスコウ少将からクーデタ準備の手順を通達された。そのクーデターとは、ヒトラーを暗殺した後に国内予備軍司令部が国内外に17ある各軍管区司令部に対して「ヴァルキューレ作戦」（ドイツ国内有事に備えた作戦）を発令して親衛隊・ゲシュタポ・党機関の責任者を「反逆者」として拘束することであった。
9月15日、国内予備軍一般軍務局参謀長に就任し、ベルリンのベンドラーブロック（国防省庁舎）内の国内予備軍司令部に勤務した（正式な任命は11月1日。職務の引き継ぎや勉強のために就任が早まった）。このポストを得た事により、以降は「ヴァルキューレ作戦」の立案を担当する立場となったシュタウフェンベルクが計画の中心になった。
クーデター計画の成功は「ヴァルキューレ作戦」を発動した時に各軍管区司令部がそれに従うかどうかにかかっていた。そのためシュタウフェンベルクは各軍管区に情報提供者となる将校を最低でも一人は確保しようと務めた。彼の持つ説得力、生来の貴族の威厳、明晰な論理などにより17の軍管区のうち15の軍管区で情報提供してくれる将校を確保した。
またクーデター後には抵抗グループで統一された政権を作りたいと考えていたので、ユリウス・レーバー、カール・ゲルデラー、ヘルムート・イェームス・フォン・モルトケ伯爵、ヨハネス・ポーピッツ、ウルリヒ・フォン・ハッセル、ヴィルヘルム・ロイシュナー、ウルリヒ・ヴィルヘルム・シュヴェーリン・フォン・シュヴァーネンベルク伯爵といった市民レジスタンスメンバーとも交流を深めた。レーバーを通じて地下に潜っている共産党とも接触を図った。しかしシュタウフェンベルクは他のレジスタンスメンバー（特にゲルデラーとモルトケ伯爵）とはあまり折り合いがよくなかったという。
難題なのはクーデタ計画だけでなく、その前提であるヒトラー暗殺もであった。戦況が悪化してくるとヒトラーはほとんど公の場に姿を見せなくなり、厳重に警備された総統大本営に引きこもるようになっていた。限られた側近以外は近づくことすら困難になっていた。シュタウフェンベルクら抵抗グループの中にもヒトラーに接近できる者はいなかった。ごくまれにヒトラーが公式行事に出席する機会などを狙って、覚悟のある将校に暗殺を実行させようとしたが、決定的な瞬間に怖気づいたり、あるいは計画が何らかの偶然で成就しないことが続いた。
ところが1944年5月中頃にチャンスが訪れた。シュタウフェンベルク大佐（彼は1944年4月1日に参謀大佐に昇進していた）が国内予備軍司令官フリードリヒ・フロム上級大将の参謀長に就任することが内定したのだ。この地位につけば国内予備軍の任務である陸軍の人員補充と国内の治安維持を全面時に所管する。ヒトラーの前に出て報告を行うこともある。また総統大本営では戦傷者はSSによるボディーチェックを免除されていた。加えて上官であるフロムは抵抗グループに加わってこそいないが、部下のオルブリヒトやシュタウフェンベルクたちの企てを黙認することを暗に示していた。これらの要素により抵抗グループは、シュタウフェンベルクをヒトラー暗殺の実行者に選んだ。暗殺クーデター成功の暁には彼は新政府において軍務大臣となるオルブリヒトを補佐する軍務次官に就任する予定であった。

### ヒトラーとの対面
1944年6月7日15時52分から16時52分にかけて、シュタウフェンベルクは、フロム上級大将とともにベルヒテスガーデンにあるヒトラーの別荘「ベルクホーフ」に招集され、ヒトラー臨席の会議に出席した。フォン・シュタウフェンベルクがヒトラーと直接に対面したのはこれが初めてだった。
フロムがシュタウフェンベルクをヒトラーに紹介すると、ヒトラーは指が三本しかないシュタウフェンベルクの左手を両手で握った。それからヒトラーは震える手で状況図を置き換えはじめ、何度もシュタウフェンベルクを見つめたという。
会議にはヒトラーの他に空軍総司令官ヘルマン・ゲーリング国家元帥、内務大臣・親衛隊全国指導者ハインリヒ・ヒムラー、軍需大臣アルベルト・シュペーア、国防軍最高司令部（OKW）長官ヴィルヘルム・カイテル元帥という錚々たるメンバーが参加した。シュタウフェンベルクは会議後にこの場の空気を「どんよりと腐っていて、息もできないほど」と評し、このメンバーの中で良識がある人物はシュペーアだけで他は全員サイコパスだと感じたという。ヒトラーの目は潤んでおり、みすぼらしく弱々しい印象を受けたという。この会議にシュタウフェンベルクが爆弾を持っていった形跡はなく。最初の対面ということもあり、暗殺が実際に可能かどうか吟味するだけに留め、彼は「総統の側では自由に行動することが許される」という結論に達した。

### 繰り返される暗殺計画の延期

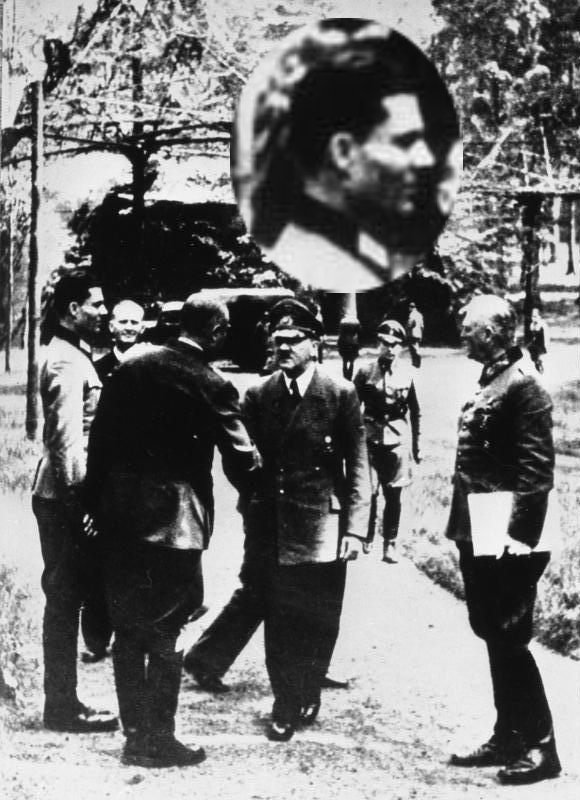
7月15日の「狼の巣」。左からシュタウフェンベルク（拡大写真）、総統副官プットカマー海軍少将、空軍連絡官ボーデンシャッツ空軍大将（後ろ向きの人物）、ヒトラー、カイテル。

シュタウフェンベルクは1944年6月20日に正式に国内予備軍参謀長に任命された。ソ連軍が東プロイセンに迫っていた。
7月6日、ベルクホーフの会議に出席した。この時には爆弾を携帯していった。ヘルムート・シュティーフ少将が暗殺を決行してくれると期待していたようだが、シュティーフが実行せずに失敗した。
7月11日のベルクホーフでの会議にも出席。しかしこの日の会議にはヒムラーとゲーリングが出席していなかった。レジスタンスグループの中心人物であるベック退役上級大将はヒムラーとゲーリングは一緒に殺害した方がよいと考えていた。エーリヒ・ヘプナー退役上級大将、オルブリヒト大将、エーリッヒ・フェルギーベル大将らはゲーリングについては特に問題視していなかったが、ヒムラーは絶対に殺さねばならないと主張していた。ヒムラーが生存しているとSSと国防軍の間で内戦が始まる恐れがあったためである。オルブリヒトと連絡を取り、ヒムラーがいない事を告げると、彼は中止を指示した。シュタウフェンベルクはシュティーフに向かって「こん畜生め。行動すべきではないのか」と口にしたという。
7月14日、ヒトラーは予告なしでベルクホーフからソ連との前線が近い東プロイセンのラステンブルクの総統大本営「狼の巣」へ移住。フロムとシュタウフェンベルクも7月15日に同所へ来て、東部戦線へ投入する新しい師団立ち上げについて報告するよう命じられた。シュタウフェンベルクは1942年秋以来「狼の巣」に来た事がなく土地勘がほとんどなかったが、敵がドイツ国土に迫っている今、ヒトラーがベルクホーフに戻るのを待つ時間はなかった。「狼の巣」で暗殺を決行することとした。
フロムとシュタウフェンベルクがベルリンを発った後、ベンドラーブロックのオルブリヒトとその副官アルブレヒト・メルツ・フォン・クイルンハイム大佐はフロムがいないのを好機として「ヴァルキューレ作戦」を発動し、ベルリン郊外の陸軍学校と予備訓練部隊に最高レベルの緊急出動態勢を取らせた。事前に「ヴァルキューレ作戦」を発動したのはこの時だけだった。
7月15日午前にシュタウフェンベルクが「狼の巣」に到着。この日はヒムラーも「狼の巣」に滞在していた。だが何故か同日3回行われた会議いずれもヒムラーが出席していなかった。ヒムラーが最終的に出席しない事が確認された後、シュタウフェンベルクは会議を抜け出してベルリンのクイルンハイムと連絡を取り、ヒムラーが不在だが、決行したいので許可が欲しい旨を伝えた。クイルンハイムはその旨をオルブリヒト、さらに電話でベック、ヘプナーらに連絡した。しかし将軍たちは計画中止を命じた。シュタウフェンベルクは堪らず、クイルンハイムに「僕ら二人で決めるしかない」と言い、将軍たちの指示を無視する事を提案した。クイルンハイムも「やりたまえ」と答えたが、すでに時期を失していた。ヒトラーはその後まもなく会議を終了させてしまった。一方、ベルリンのオルブリヒトとクイルンハイムは「演習だった」としてベルリンの警戒態勢を解除して取り繕った。後にこの「間違った警報」の件でカイテルがフロムを叱り、さらにフロムがオルブリヒトを叱った。しかしなんとかクーデタの意志は隠し通せた。
シュタウフェンベルクは意気消沈してベルリンへ戻るとクイルンハイムと話し合った。二人の意見は次のチャンスには将軍たちの意向は無視しようということで一致した。

### 暗殺計画実行

時限爆弾が爆発した際の会議室の状態。青がヒトラー。緑が生存者。赤が死亡者。黄色が爆弾。

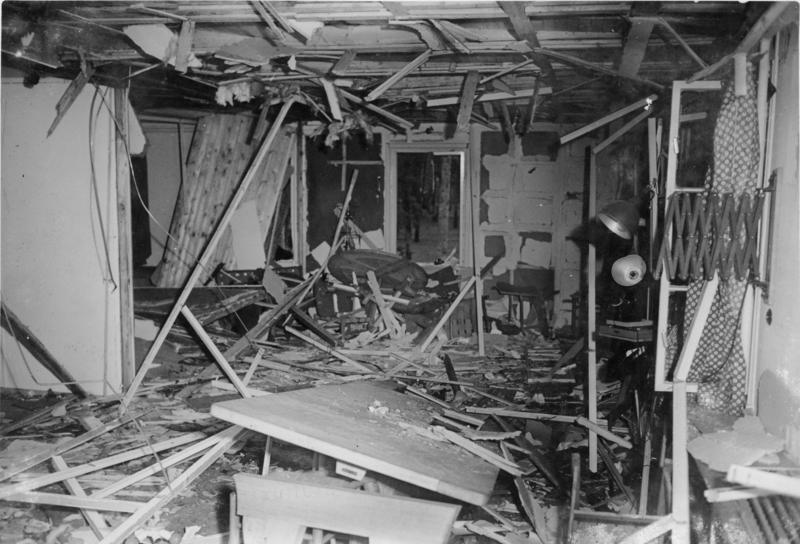
時限爆弾が爆発した後の会議室の惨状

1944年7月20日の13時から「狼の巣」で会議が予定され、シュタウフェンベルクは出席を命じられた（上官のフロムは招集されなかった）。同日8時頃にレジスタンスの同志ヘルムート・シュティーフ少将とヴェルナー・フォン・ヘフテン中尉（シュタウフェンベルクの副官）とともにユンカースJu52輸送機でベルリン南方のラングスドルフ飛行場を飛び立った。今回は国防省にフロム上級大将がいたため、オルブリヒト大将たちが事前に「ヴァルキューレ作戦」を発動させることはなかった。
10時15分に東プロイセンのラステンブルク飛行場に到着したシュタウフェンベルクは出迎えの車に乗り込み、「狼の巣」へ向かった。一方、シュティーフとヘフテンはマウアーヴァルトの陸軍総司令部（OKH）へ向かった。シュタウフェンベルクは第二封鎖区画で参謀将校たちとともに朝食をとった後、11時頃には第一封鎖区画にある国防軍最高司令部（OKW）で作戦会議を前に予想されるヒトラーの質問に円滑に答えられるように行われた陸軍参謀長ヴァルター・ブーレ中将主催の予備会議に出席した。さらに11時30分には予備会議出席者は全員ブーレに連れられて国防軍最高司令部総長カイテル元帥の公舎を訪れ、元帥の前で作戦会議の最後の打ち合わせを行った。この際にヘフテンも合流した。
12時少し前、ヒトラーの従者ハインツ・リンゲ親衛隊大尉がカイテルに電話してきて、ヒトラーの作戦会議が30分早まって12時30分から行われる事になったと通達した。その日、ベニート・ムッソリーニが訪独する関係でヒトラーは早めに作戦会議を終わらせようとした。
シュタウフェンベルクは作戦会議の行われる建物へ向かう直前、カイテルの副官エルンスト・ヨーン・フォン・フライエント中佐にシャツを着替えられる部屋を要求した。ヘフテンとともに案内された小部屋に入り、二人で爆弾の準備を開始した。爆弾は二個用意してあったがシュタウフェンベルクが書類鞄に入れた爆弾は一個だけだった。これは抵抗グループのメンバーで総統大本営通信司令官のフェルギーベル大将がカイテルの事務所に電話してきて、シュタウフェンベルクと代わってほしいと求め、伝令のフォーゲル曹長が、シュタウフェンベルクのいる部屋に入ってきたため、焦った彼がとっさに信管を起動させた方の爆弾だけを書類鞄に滑り込ませ、起動させてないもう一個はヘフテン中尉に渡してしまったためだった。しかし一個が爆発すればもう一個も誘爆する。もう一個の爆弾を書類鞄に入れなかったのは痛恨のミスだった。専門家の意見によるとこの時もう一個の爆弾を書類鞄に入れておけば会議室にいた者は全員死亡しただろうと言われている。
電話の後、シュタウフェンベルクは先に行ったカイテル一行を追いかけ、一方ヘフテンは飛行場へ向かうための車の用意に向かった。二人は副官部の建物で落ち合うこととした。道すがら、フライエントが左手の指三本で書類鞄を持つシュタウフェンベルクを気遣って「書類鞄は私が持ちましょう」と申し出たが、シュタウフェンベルクは荒っぽく怒鳴りつけて拒否した。
12時30分をわずかに過ぎて「総統封鎖区画」に到着した。会議場は7月15日の会議の時とは別の建物だった。当日の気温が高かったため、地下室で行われる予定の作戦会議は地上の会議室で行われた。爆風が窓から逃げるため、爆弾による殺傷力は減じる環境であった。会議用兵舎に入る直前、シュタウフェンベルクはフライエントに「私の席をできる限り総統の近くにしてもらえないか」とささやいた。一行が入室するとすでにヒトラーがおり、地図机を囲んで作戦会議が始まっていた。ヒトラーの右横にいる参謀本部作戦課長アドルフ・ホイジンガー中将が東部戦線の状況の報告を行っているところだった。会議にはヒムラーもゲーリングも姿が見えなかった。だが今日は将軍たちの意向がどうあれ決行するつもりだった。フライエントはホイジンガーの後ろにいた将校に重度の傷痍軍人であるシュタウフェンベルクに席を替わってあげてほしいと求めた。これでヒトラーとシュタウフェンベルクの間はホイジンガーだけという位置関係になった。
シュタウフェンベルクは時限爆弾の入った書類鞄を地図机の右の支えの側板にもたれかけさせた。ヒトラーの方ヘ爆風が届くように支えからはみ出すように置いた（しかし近くにいたハインツ・ブラント大佐が邪魔に思い、書類鞄を奥へ押し込んでしまったためヒトラーと爆弾の間に支えが入り、ヒトラーは直撃から守られる形となった）。
この後すぐにシュタウフェンベルクはフライエントに外で話したいという合図をして二人で会議室の外へ出た。そしてフェルギーベルと電話を繋いでほしいと求めた。フライエントは会議棟の電話交換手につなぐよう命じて会議室へ戻っていった。シュタウフェンベルクは受話器を置くと会議棟から脱出した。彼はベルトと軍帽を回収せずに会議棟に置き残している。会議棟を出てフェルギーベルとヘフテンのいる副官部のあった813号棟に向かった。二人とともに話をしている間に会議棟の方で爆発音が響いた。12時40分過ぎのことであった。
シュタウフェンベルクとヘフテンは成功を確信し、車に乗り込んで「狼の巣」から立ち去った。3つの検問所でいずれも止められたが、通行証を見せたり、知人の当直士官に電話して話を通してもらうなどして遮断機を上げさせて通過した。運転手のクロイツは、シュタウフェンベルクが軍帽をかぶっていなかったことやヘフテンが道中何か（余ったもう一個の爆弾）を森の中に投げ捨てたのをバックミラーで見たことにより二人に疑いを持ったが、結局命令通りに空港へ送り届けた。13時15分、二人はハインケルHe111でベルリンへと飛び立った。
この時点でのシュタウフェンベルクには知る由もなかったが、ヒトラー暗殺は失敗していた。爆弾の付近にいた将校や速記者だけが死亡・負傷し、ヒトラー自身は軽傷を負ったに過ぎなかった。また「狼の巣」の通信機能はフェルギーベルがマヒさせる手筈になっていたが、彼らの予想を遥かに超える強固な構造を持っていた「狼の巣」を完全に孤立させるのは彼だけでは不可能であった。事件の後も「狼の巣」の通信機能は正常に機能した。ヒトラーの命令で「狼の巣」に駆け付けたヒムラーとSSの捜査員たちは捜査を行い、会議から一人だけ姿を消したシュタウフェンベルクに疑いを向けた。ヒムラーはベルリンのゲシュタポに彼の逮捕を命じた。

### クーデター

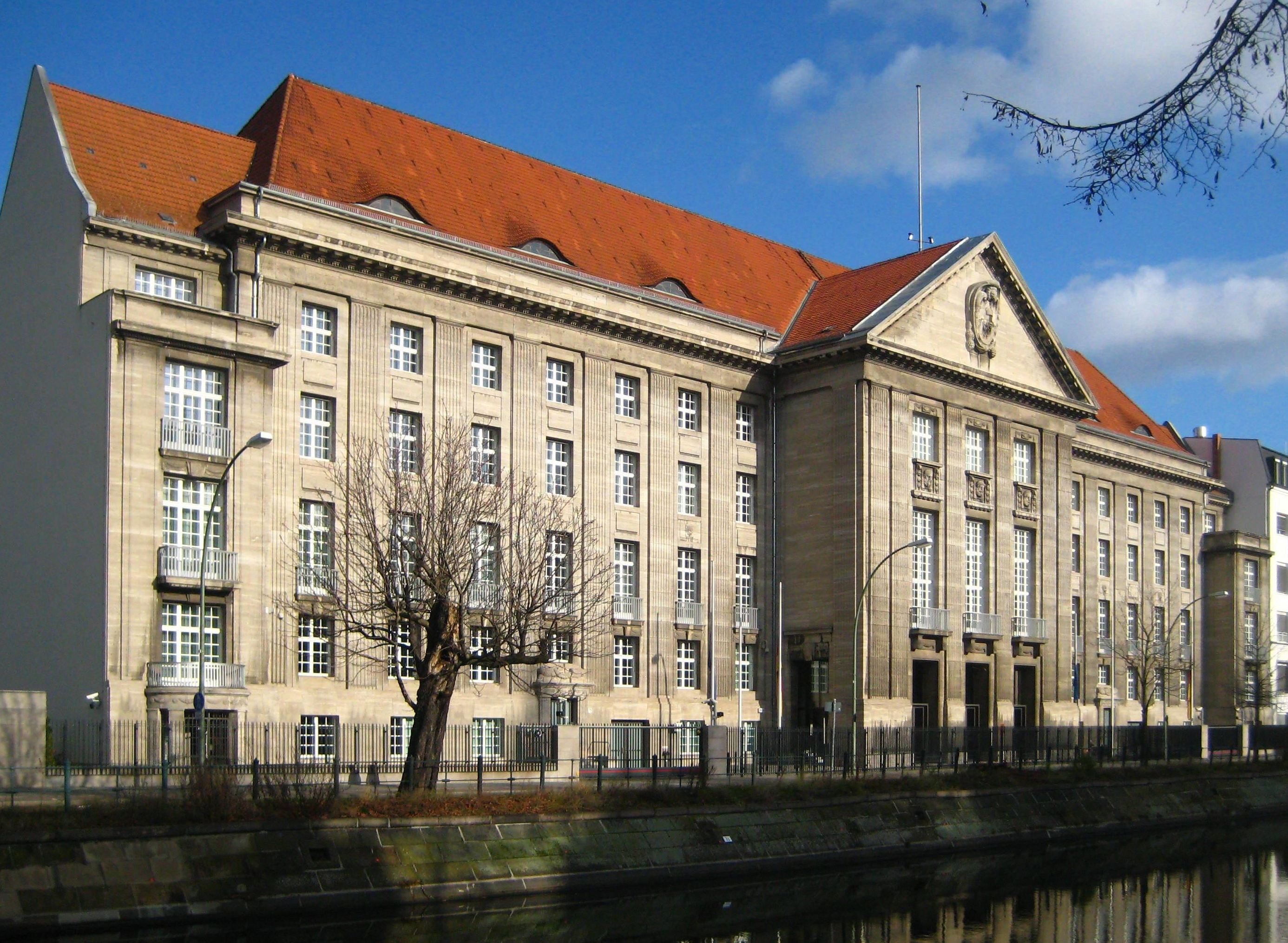
ベルリンのベンドラーブロック（国防省）。シュタウフェンベルクはここの中にある国内予備軍事務所からクーデターの指揮を取った。

ベルリンのベンドラーブロックにも事件の報はあったが、ヒトラー死亡と生存の報が両方流れ、混乱した。オルブリヒト大将は動揺し、ひとまず「ヴァルキューレ作戦」は発動しない事とした。そして何事もなかったかのように昼食をとりに行った。しかしオルブリヒトの副官クイルンハイム大佐は我慢できず、14時前に独断で幾つかの緊急命令を発している。
15時45分頃、シュタウフェンベルクとフォン・ヘフテン中尉を乗せたハインケルHe111がベルリン南方のラングスドルフ飛行場に着陸した。二人はオルブリヒトに電話してヒトラーの死を伝えた。シュタウフェンベルクは「ヴァルキューレ作戦」の発動の遅さに驚き、周りも気にせず「ヒトラーは死んだ！」と電話口で怒鳴りつけた。
オルブリヒトは「ヴァルキューレ作戦」発動を決意したが、この時は7月15日と違いフロム上級大将がベルリンにいたため、彼の許可が必要であった。オルブリヒトはフロムにヒトラーの死を報告し、「ヴァルキューレ作戦」の発動を具申した。しかしフロムはヒトラーの死に懐疑的であり、すぐに「狼の巣」のカイテル元帥と連絡を取った。カイテルからヒトラーの生存を告げられたフロムは「ヴァルキューレ作戦」発動命令書への署名を拒否した。オルブリヒトも煮えきらない態度であったため、クイルンハイムがフロムにもオルブリヒトにも独断で16時少し前に「ヴァルキューレ作戦」を発動した。
全軍管区、国内予備軍に「ヴァルキューレ」のキーワードが送られた。また付随して「総統逝去。前線も知らず、良心のかけらもない党幹部のゴロツキが、この状況を利用して、激戦の最中にある前線部隊の背後に襲いかかり、私利私欲で政権を奪おうとしている。このような国家存亡の危機にあたり、政府は法と秩序を維持するために戒厳令を敷くとともに、国防軍の指揮権を小官にゆだねた」というエルヴィン・フォン・ヴィッツレーベン元帥名義のテレタイプも送られた。
シュタウフェンベルクたちも車でベンドラーブロックへ向かい、16時30分頃には到着した。シュタウフェンベルクはすぐにフロムの許へ行き、クーデターに加わるよう説得したが、フロムはなおもカイテルのヒトラー生存説を盾に、クーデターへの協力を頑強に拒否した。また独断で「ヴァルキューレ作戦」を発動された事に怒り、シュタウフェンベルクに自裁を命じた。自裁を拒否するとフロムは更に激怒し、彼に殴りかかろうとしたが、ヘフテンらがすぐにフロムに拳銃を突きつけて牽制した。シュタウフェンベルクはフロムを司令部内の一室に監禁するよう命じた。フロムは「この状況では、俺はお払い箱のようだな」と履き捨てるように口にしただけで大人しく監禁された。しかし内心では部下に屈辱的な扱いを受けたことに怒りを煮えたぎらせていた。クーデター・グループはヘプナー退役上級大将を新しい「国内予備軍司令官」に据えた。
一方クーデタ後に国家元首に就任する予定だったベック退役上級大将が17時にベンドラーブロックに現れた。ベックはヒトラー暗殺の成否が分からない事を告げられても動じず、「私にとって、あの男は死んだ。私のこれからの行動を決めるのは、この一点である。我々はこの路線を外してはならない。そうしないと、味方の陣営も混乱に陥れてしまう」と答えたという。
作戦発動の後、総統大本営からヒトラーの生存を伝える情報が出された。相反する二つの命令を受けた各地の軍部隊は混乱し、国内予備軍へ問い合わせが殺到する。シュタウフェンベルクらは、電話でその説明に追われた。途中、ヒムラーの命を受けたゲシュタポ将校フンベルト・アッハマー＝ピフラーダー親衛隊上級大佐がシュタウフェンベルクの逮捕に現れたが、シュタウフェンベルクは逆に彼を逮捕させた。後で取引に使えると考えて殺害はしなかった。
ベルリン防衛軍司令官パウル・フォン・ハーゼ中将も同志であり、彼はオットー・エルンスト・レーマー少佐に三個中隊を指揮して中央官庁街を占拠するよう命じた。宣伝省や宣伝相ヨーゼフ・ゲッベルスの公邸も包囲された。この日、ベルリンにいたナチ党の大物はゲッベルスのみであった。ゲッベルスはレーマーをハーゼから引き離すため、19時から20時にかけてレーマーをゲーリング通りの私邸に招集して、ヒトラーと電話で直接話をさせた。ヒトラーは新しい国内予備軍司令官に任じたヒムラーがベルリンに到着するまで、レーマーを自分の直属としベルリンの反乱鎮圧の全権とするとした。総統命令に基づきレーマーはただちに中央官庁街の封鎖を解除し、逆にハーゼの首都防衛軍司令部を包囲した。これにより情勢は逆転した。
ベンドラーブロックの空気も悪くなりはじめた。中央官庁街もラジオ局も抑えられず、ハーゼはゲシュタポにより逮捕されてしまった。クーデター後に軍の最高司令官になる予定だったヴィッツレーベン元帥はクーデター派の情勢の悪化を悟り、日和見になり始めた。彼はシュタウフェンベルクとベックを罵り、「我々は帰営する!」と宣言してベンドラーブロックから出て行った。シュタウフェンベルクの周りには、ベック、オルブリヒト、クイルンハイム、ヘフテンなど投降しない覚悟を決めた人たちだけが残った。クーデターとは知らず「ヴァルキューレ作戦」に従って行動していたベンドラーブロック内の将校・兵士たちも徐々にこれがクーデターである事に気付き始め、怪しげな指令を出しているシュタウフェンベルクたちに不信感を募らせた。ヒトラー生存の報が庁舎内に広まるにつれ、将校たちは反逆者の一味になる事を避けようと、シュタウフェンベルクらに対する対抗勢力を作りはじめた。監禁されているフロムも彼らと連絡を取ろうとした。
そして22時半すぎ、オルブリヒトがベンドラーブロック内の反クーデター派の将校たちにより拘束され、そこへシュタウフェンベルクらクーデター派が現れたことでクーデター派と反クーデター派と銃撃戦となった。この銃撃戦でシュタウフェンベルクは左腕に重傷を負う。結局、反クーデター派が勝利し、シュタウフェンベルクらは逮捕された。監禁されていたフロムは反クーデター派により解放された。

### 処刑

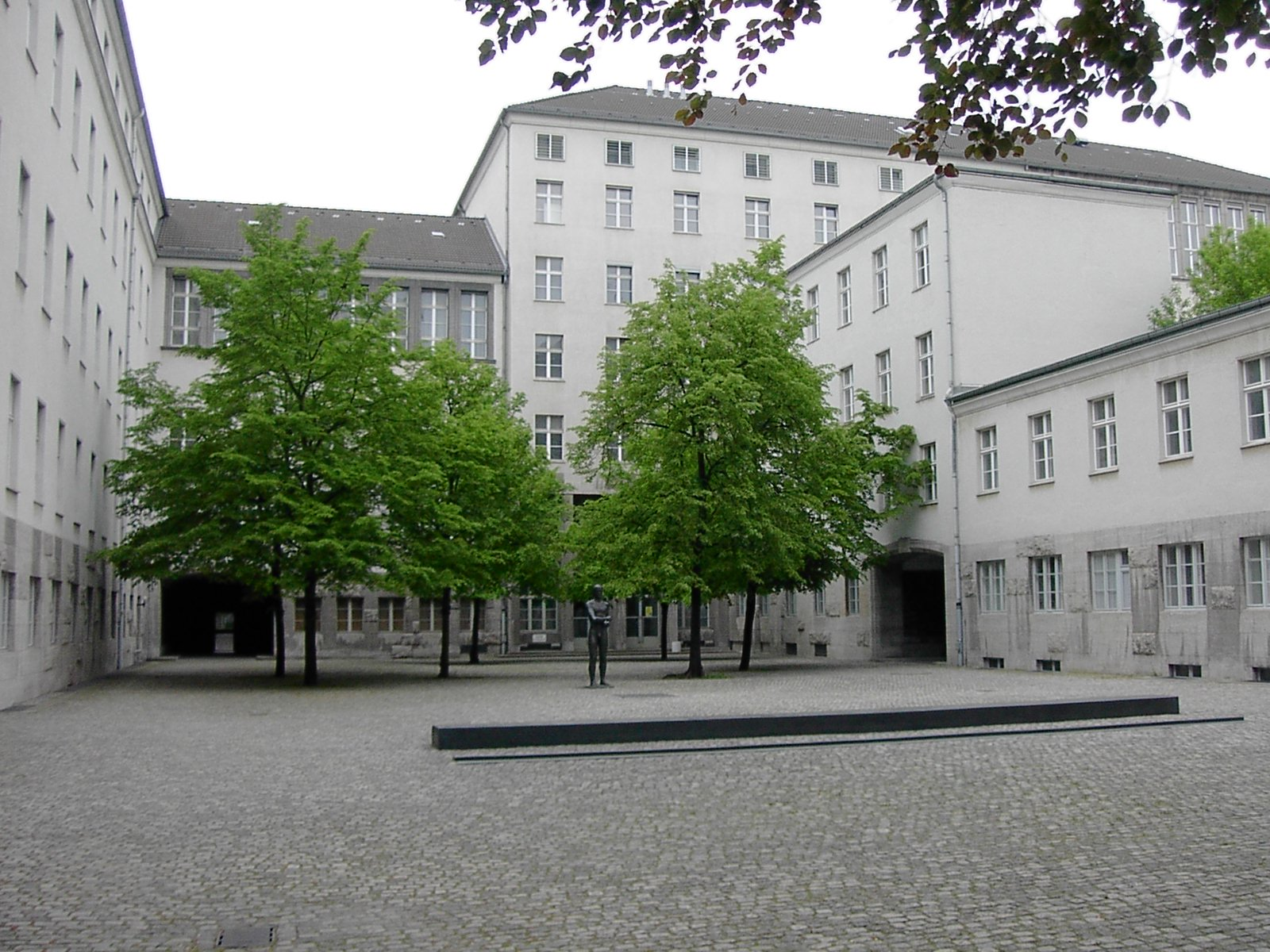
ベンドラーブロック（国防省）中庭。ここでシュタウフェンベルクらは銃殺された。

ベック退役上級大将、ヘプナー退役上級大将、オルブリヒト大将、クイルンハイム大佐、ヘフテン中尉、そしてシュタウフェンベルクがフロム上級大将の執務室へ集められた。23時頃からフロムは独断で即決の軍法会議を開廷した。すでに総統命令によりフロムは国内予備軍司令官の地位を解任されており、後任にはヒムラーが就任していたが、フロムやベンドラーブロック内の将校たちはまだその事を知らなかった。
フロムは勝ち誇ったように宣言した。「さて諸君。諸君が今日昼間に私にした仕打ちを、私がいまから諸君にお返ししよう」。シュタウフェンベルクは憤怒の目でフロムを睨みつけていたという。
フロムはまず「反逆罪で逮捕する。武装解除せよ」と高らかに宣言し、そして即決の軍法会議を開くと宣言した。これを聞いたベックは（自決のため）拳銃を保持する将校の権利を求めた。フロムはこれを認めた。ベックは目で同志たちに最後の別れを告げ、こめかみに銃を向けたが、手が震えて自決に二度失敗し、結局フロムの部下の手でとどめを刺された。
フロムは他の者たちに対しても「最期の望みはあるか？」と聞いた。ヘプナーはただちに「自分はこの件に何のかかわりもない。無実を証明したいので供述書を書きたい」と訴え出た。オルブリヒトも一筆したためることを希望した。
これに30分ほど時間を取った後、フロムは判決を下した。「総統の名において、小官は即決裁判を開廷し、判決を下す。メルツ・フォン・クイルンハイム参謀大佐、オルブリヒト大将、名前を口にするのも汚らわしい某大佐、フォン・ヘフテン中尉を死刑に処する」。
ずっと押し黙っていたシュタウフェンベルクだったが、この判決を聞いた後、「今日の出来事は全て私の命令によって引き起こされました。自分以外は軍人として職務に従ったに過ぎません。断じて彼らに罪はありません。全ての責任を負うのは私であり、罪を犯したのも私だけです」と述べた。フロムは何も答えなかった。彼は脇へ寄って道をあけることで「連れて行け」という命令を暗に出した。死刑囚たちは処刑場の中庭へ連行された。シュタウフェンベルクは出血多量で意識を失いそうになっていたため、ヘフテンに支えられながら歩いた。後にはヘプナーだけが残された。ヘプナーは切羽詰まった様子でフロムに色々弁解した。フロムはそれを受け入れ、「ヘプナー上級大将は監視下に置け」と指示した。
7月21日に入った深夜0時15分頃、シュタウフェンベルク、オルブリヒト、クイルンハイム、ヘフテンら4人の死刑囚は、ベンドラーブロックの中庭にある砂山の前に間隔をおいて並ばされた。軍用車のヘッドライトが四人を照らした。まずオルブリヒトが銃殺された。次いでシュタウフェンベルクの番となったが、銃弾が発射される前に彼の前にヘフテンが立ちはだかったため、先に彼が銃殺された。シュタウフェンベルクは、「わが聖なるドイツ万歳！」と叫び、銃弾に倒れた。最後のクイルンハイムが銃殺された時、時刻は0時33分だった。
フロムはシェーネベルク地区のマタイ教会墓地に彼らの遺体を運ばせ、軍服や勲章を着用したままの軍人としての埋葬を許可した。

### 処刑後

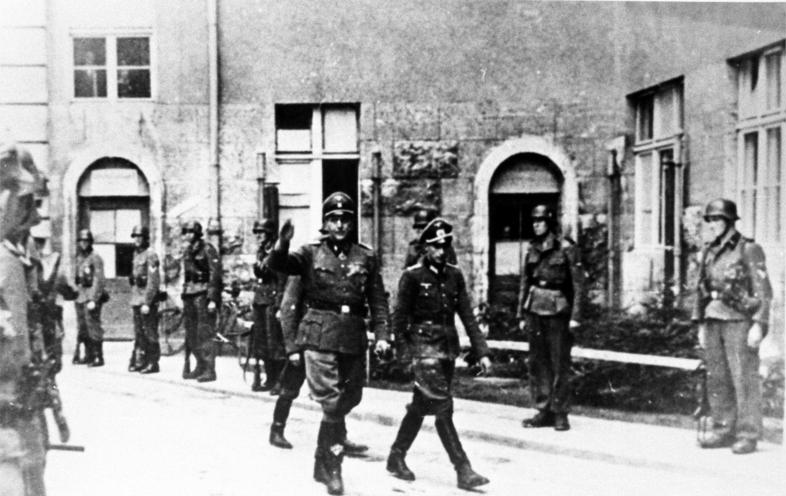
ベンドラーブロックを占拠した親衛隊部隊。

フロム上級大将は中庭にいる軍人たちに「総統の尊い命を守った神の摂理に感謝する」と演説して「ジーク・ハイル」を三唱させた後に執務室へ戻っていった。執務室に戻ると直ちに「無責任な将軍たちにより発動された反乱は鎮圧された。首謀者は射殺された。フォン・ヴィッツレーベン、ヘプナー、ベック、オルブリヒトの名で出されている命令には従ってはならない。私は銃を突きつけられて一時監禁されたが、再び指揮を執る事になった」と指揮下（実際にはもはやそうではなかったが）の国内予備軍部隊に電報を送らせた。その後、フロムはゲッベルスの下へ赴き、ヒトラーと話ができるよう取り計らってほしいと求めた。しかしゲッベルスはフロムに「君は急いで地下から、君の証人を掘りだしてきたまえ！」と言い放ち、彼を逮捕させた。フロムはこの後ローラント・フライスラーの人民裁判所へ送られ、1945年3月に銃殺刑に処された。
7月21日明け方に真の国内予備軍司令官であるヒムラーがベルリンに到着した。ベンドラーブロックは武装親衛隊部隊により占拠された。ベルリンにいる容疑者が次々と逮捕され、ヒムラーの捜査本部がおかれたゲッベルス邸へ連行された。またヒムラーの命により、シュタウフェンベルクらの遺体は掘り出され、勲章や階級章を剥奪された上で焼却され、灰は野原にばら撒かれた。
国家保安本部長官エルンスト・カルテンブルンナーが証拠集めの責任者となった。ヴィッツレーベン元帥、ヘプナー上級大将、フェルギーベル大将、ハーゼ中将、シュティーフ少将、ゲルデラー、ポーピッツ、ハッセル、モルトケ伯爵はフライスラーの人民法廷にかけられて絞首刑に処された。トレスコウ少将は自決している。総計7000人が逮捕され、うち約200人が処刑されたといわれる。

### 戦後
戦後になり、シュタウフェンベルクは「ヒトラーに対する抵抗運動の英雄」として賞賛される。戦後、国内予備軍司令部のあったベンドラーブロック正面の街路の名がベンドラー通りからシュタウフェンベルク通りへ改名され、ベンドラーブロック内には記念館が開設され、ヒトラー抵抗運動に関する5,000を越える写真や文書が展示されている。暗殺計画に関与した将校達が射殺された中庭には手を鎖でつながれた若者のブロンズ像が象徴として置かれている。
また、ベンドラーブロックには国防省のベルリン庁舎が置かれている（国防省本体は現在もライン河畔のボンにある）。毎年7月20日ここで外国から賓客を迎え、ドイツ連邦軍の忠誠宣誓式が行われる。ナチス政権下のドイツでは軍人は「ドイツとドイツ民族の総統であるヒトラーに無条件の忠誠を誓う」と宣誓した。忠誠宣誓の故にドイツ軍人の多くはヒトラー暗殺計画に参画しなかった。マンシュタイン元帥の台詞「プロイセン軍人は反逆しない」は有名である。
しかし、今日のドイツ連邦軍では特定の個人ではなく「ドイツ連邦共和国に忠誠を尽くし、ドイツ民族の自由と正義を守ることを誓う」と宣誓する。昇進できないことを条件に忠誠の宣誓を拒否する権利も認められている。

## 家族

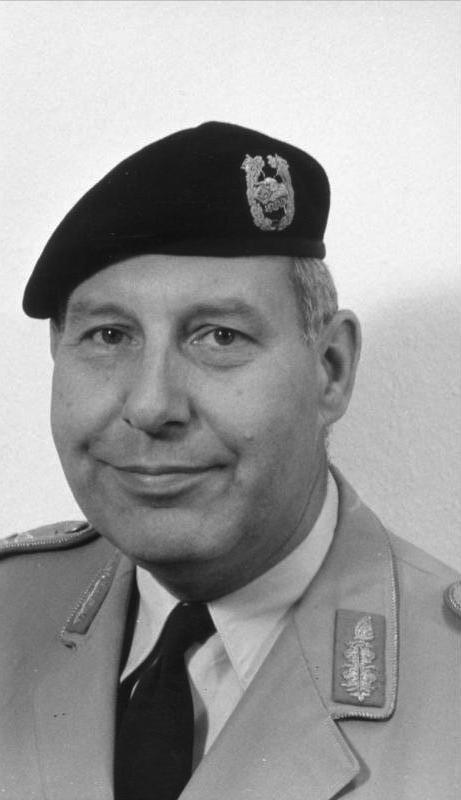
長男のベルトルト

クラウス・フォン・シュタウフェンベルクは妻ニナとの間に5人の子供をもうけた。長男 ベルトルト（戦後にドイツ陸軍〈連邦軍〉少将）、次男 ハイメラン、三男 フランツ＝ルートヴィヒ、長女 ヴァレリエ、次女 コンスタンツェである（次女のコンスタンツェは、クラウスの死後に生まれた）。
クラウスは家族が巻き込まれないようにと妻ニナにもヒトラー暗殺計画を打ち明けていなかった。しかしニナは夫の様子が妙である事に気づき、「あなた、謀反人ごっこをしているのでしょう」と聞いたことがあった。クラウスはそれを認めたが、「お前は知らない方がいい」と言って詳しい内容は話さなかったという。
事件後、ナチス政府の憎しみはレジスタンスの中でも特に貴族に向かった。ドイツ労働戦線全国指導者ロベルト・ライは、事件後に『デア・アングリフ』に寄稿した記事の中で「貴族はユダヤ人の手先」と断罪した。そしてその憎しみが最も向けられたのがシュタウフェンベルク伯爵家であった。内務大臣ハインリヒ・ヒムラーは「シュタウフェンベルク伯爵家は一人残らず根絶やしにせねばならない」と発言した。
ヒムラーはシュタウフェンベルク伯爵家に連なる者を徹底的に逮捕するよう命じた。伯爵家の財産はすべて接収され、シュタウフェンベルク姓を名乗ることを禁じられた。ニナは8月17日に4人の子供たちと引き離され、クラウスの母であるカロリーネとともにラーフェンスブリュック強制収容所に収容された。子供たちはバート・ザクサにあったナチスの養護施設に送られ、再教育を受けた。ニナは当時身重で1945年1月に次女コンスタンツェを出産した。
クラウスの長兄ベルトルト (クラウスの長男と同名) も反ヒトラーグループに参加していた。彼はベンドラーブロックの国内予備軍司令部でクラウスとともに逮捕され、8月10日にフライスラーの人民裁判所で裁かれ、その日のうちにベルリンのプレッツェンゼー刑務所でピアノ線による絞首刑に処された。次兄アレクサンダーは事件があった時は徴兵されて前線に出ており、ドイツにいなかった。事件にも関係していなかったが、「親類縁者」として強制収容所へ送られた。彼はシュトゥットホーフ強制収容所、ブーヘンヴァルト強制収容所、シェーンベルク拘置所などを転々とさせられた。
1945年4月にバート・ザクサはアメリカ軍により解放された。8月になってようやくニナは子供たちと再会できた。ニナは2006年4月2日、ドイツ南部のキルヒラウターで死去した。92歳であった。長男ベルトルトは、戦後にドイツ連邦軍で陸軍少将になった。三男フランツ＝ルートヴィヒはドイツ議会及び欧州議会の議員となった。次女コンスタンツェは2008年に母ニナの伝記を出版し、ドイツでベストセラーとなっている。

## 語録

### フォン・シュタウフェンベルク自身の発言
- 「この国は荒涼としている。砂と埃ばかりだ。住民は信じられないほど貧しい。非常に多くのユダヤ人とその混血がいる。鞭を打たれなければ落ち着かない国民だ。数千の戦争捕虜は我々の農業労働者として役に立つだろう」（1939年9月、対ポーランド戦従軍中。ポーランドについて）[33][140]
- 「ポーランドを計画的に植民地化することは絶対不可欠だ。それに不安はない。西方の敵はドイツ経済を締め上げたことを根拠に戦争を始めたのだから、これは英仏にとって大打撃だろう。英仏は万策尽きた。フランス軍がドイツ領へ侵攻しても大した戦果は得られまい。では我々が攻撃をしかけることになるのだろうか・・・?」（1939年9月、ポーランド戦後）[34][141]
- 「一大国が崩壊する様を、僕らは目の当たりにしている。軍事面だけではなく、精神面でもだ。僕たちの進撃ルートをたどることが出来るだろうか。アイフェル高地、アルデンヌの森、マース川、オワーズ川を超え、今日はもうソンム川かな。前代未聞の進軍、正真正銘の侵略、破竹の進撃だ。対するフランス軍は戦おうという意志さえ見せなかった。数千人が大挙して投降し、その後監視されているわけでもないのに（捕虜収容所に入るため）自ら進んで東に殺到した」（1940年5月12日、対フランス戦従軍中に妻ニナへ書いた手紙）[142]
- 「想像できるだろうか。自分の所属する師団が展開する栄光ある作戦から引きずり出されて、陸軍総司令部のような役所に埋没させられることを僕がどれほどつらいと感じているか」（フランス戦の最中、陸軍総司令部参謀本部へ移籍を命じられたことについて妻に宛てた手紙で）[35]
- 「勝利したとはいえ、永遠に続くものなどないということを、そしてほんの数年で突然の変化によって逆転することさえあるということを、人は忘れてはならない。僕たちは子どもたちに、たゆまぬ奮闘と再生への絶え間ない努力によってのみ衰退から救われることを教え（今回の偉大な成就を見るとますますそう思えるのだが）、そして永遠と維持と死が全く同じものだと教えることが出来たら、教育という国民の義務の最も大切な部分を成し遂げたことになるだろう」（1940年6月18日、フランス降伏直前の妻への手紙）[143]
- 「ヒトラーの近くにいると創造的志向を促される。ヒトラーは物事を全体像から見る能力に長け、ドイツの未来のために奮闘している。彼が戦争に勝つのを手伝わねばならない。ヒトラーの父は小市民などではなかった。彼の父は戦争なのだ」（参謀本部勤務となった直後の妻への手紙）[36]
- 「戦争に勝つのが先決だ。戦争中にそういうこと（反ナチ運動）はできない。特にボリシェヴィキと戦っている間はなおさらだ。だが、それが終わって帰国したら褐色の疫病を片付けよう」（1941年9月、兄ベルトルトを通じてモルトケから反ナチ運動への参加を求められて）[144]
- 「この無意味な犠牲を阻止するために全力を尽くさないとしたら、私は亡くなった人々の妻や子に合わせる顔がない」（1943年夏）[145]
- 「総統はもうもたない。だから排除しなくてはならない」（1943年12月）[146]
- 「将軍たちはこれまで何も果たさなかったのだから、大佐クラスがやるしかない」[65]

### 人物評
- 「ある程度までは夫が暗殺計画の推進力でした。でも夫は自分ではそう思っておらず、ベックやオルブリヒトのような人たちをリーダーと見なしていました」（妻ニナ・フォン・シュタウフェンベルク）[146]
- 「もし奴らがあんなに無能でなかったら、もっと大きなチャンスがあっただろうに。なぜ奴らは放送局を占拠し、嘘八百を撒き散らさなかったのか。奴らは私が総統や各方面に電話をかけることへの妨害もまるでしなかった。奴らはあんなに多くの切り札を手にしていたのに・・・なんたる無能」（ヨーゼフ・ゲッベルス。シュペーアの回顧録より）[147][148]
- 「シュムントによれば、シュタウフェンベルクはドイツ陸軍の中で最も有能な将校の一人だということだった。ヒトラーも時々、シュタウフェンベルクとは密接に連絡を取りながらやった方がいいと私にすすめた。シュタウフェンベルクは重傷を負っているにもかかわらず、一種の若々しい魅力を持っていた。彼は文学的なシュテファン・ゲオルゲのサークルのメンバーであると同時に緻密な参謀本部の将校であるという、一見して矛盾するような教養的背景を持っていた。シュムントから要請されなくても我々はお互いを理解し合えると思っていた」（アルベルト・シュペーア）[67][130]
- 「シュタウフェンベルクは実に温かさを感じさせる人柄だった。当時としては比較的ラフな姿で、常にきちんと軍服を着込んでいるとは限らなかった。けれども我々後輩は皆、彼をカリスマ的な力がある人物と感じており、いずれ陸軍のトップに上り詰めるだろうと思っていた」（ドイツ連邦軍総監ウルリッヒ・デメジエール大将[注釈 2]）[149]
- 「昔ながらの伝統的な戦士のイメージ。私は彼のことをほとんど知らなかったが、片目を黒の眼帯で隠し、軍服の片袖の腕は失われているものの、堂々と背筋を伸ばし、振り向いたヒトラーをまっすぐ見据えて立つ姿は誇り高く、まさに当時のドイツ参謀将校のイメージそのものだった」（1944年7月20日の会議出席者ヴァルター・ヴァルリモント砲兵大将）[89]
- 「シュタウフェンベルクは、政治をもてあそぼうと望んでいる偏屈な男であると自己紹介した。私は多くの点で彼と口論したが、非常に高く評価した。彼は共産党員と結んだ疑わしい政治コースさえ取ろうとし、その強烈なエゴイズムで私を苦しめた」（カール・ゲルデラー）[150]

## 関連作品
映画
- 『ヒトラー暗殺』（原題：Es geschah am 20. Juli、1955年、西ドイツ、演：ベルンハルト・ヴィッキ）
- 『暗殺計画7・20』（DVD邦題：総統爆破計画、原題：Der 20.Juli、1955年、西ドイツ、演：ヴォルフガング・プライス）
- 『ヨーロッパの解放』（1971年、ソ連、演：アルフレート・シュトゥルーウェ（Alfred Struwe））
- 『ワルキューレ』（2008年、米国、演：トム・クルーズ）

テレビ映画
- 『オペレーション・ワルキューレ』（2004年、ドイツ、演：セバスティアン・コッホ）

テレビドラマ
- 『殺しのプロット/独裁者を消せ!』（原題：The Plot to Kill Hitler、1990年、米国、演：ブラッド・デイヴィス）